# Alexander Selkirk
Alexander Selkirk (1676 – 13. prosince 1721), narozen jako Alexander Selcraig, byl skotský námořník, který strávil čtyři roky a čtyři měsíce po vysazení na pustém ostrově. Je velice pravděpodobné, že jeho dobrodružství poskytlo Danielu Defoeovi inspiraci k sepsání románu Robinson Crusoe.

## Životopis
Narodil se roku 1676 v Lower Largo ve Skotsku jako syn ševce. V mládí vyvolával často problémy a 27. srpna 1695, ve svých 19 letech, před nimi utekl na moře. V roce 1703 se připojil k výpravě slavného mořeplavce a objevitele Williama Dampiera. V září 1704 byl po neshodách s kapitánem vysazen na neobydleném ostrově Más a Tierra (později přejmenován na Ostrov Robinsona Crusoe) v souostroví Juan Fernández, více než 400 mil od západního pobřeží Chile. S sebou mu dali jen trochu oblečení, ložního prádla, pušku s náboji, různé nástroje, Bibli a tabák. Zpočátku spoléhal na záchranu kolem plujících lodí, nakonec se ale na ostrově zařídil po svém. Během jeho pobytu na ostrov připluly a zase odpluly jen dvě lodě, obě však byly španělské a hodně by tak riskoval, kdyby byl objeven. Zachráněn byl až začátkem roku 1709 Woodesem Rogersem, kapitánem lodi Duke, řízenou Williamem Dampierem. V roce 1717 se vrátil zpátky do Lower Largo, kde však strávil jen několik měsíců a následně utekl s šestnáctiletou Sophií Bruce do Londýna. Téhož roku se vrátil na moře a oženil se s ovdovělou hostinskou. Zemřel na lodi Royal Weymouth v 8 hodin ráno 13. prosince 1721, ve svých 45 letech, pravděpodobně na žlutou zimnici. Byl pohřben na moři u západního pobřeží Afriky.